# Dirk Dautzenberg
Wilhelm Dietrich Dautzenberg, detto Dirk (Duisburg, 7 ottobre 1921 – Wilhelmshaven, 15 febbraio 2009), è stato un attore tedesco, che fu attivo principalmente in campo televisivo e teatrale.
Complessivamente, tra cinema e - soprattutto televisione - partecipò ad oltre un centinaio di differenti produzioni, a partire dalla metà degli anni cinquanta.
Tra i suoi ruoli più noti, figurano quello di Josuah Parker nella serie televisiva Butler Parker (1971-1972) , quello di Penner Hubertus nella serie televisiva Polizeiinspektion 1 (1983-1985), quello di Bruno nella serie televisiva Unsere Hagenbecks (1992-1994), ecc. Era inoltre un volto noto al pubblico per essere apparso come guest-star in vari episodi di serie televisive quali Der Kommissar, Il commissario Köster e - soprattutto -  L'ispettore Derrick (1975-1991).

## Filmografia parziale

### Cinema
- Die Mädels vom Immenhof (1955)
- U-Boat 55 - Il corsaro degli abissi (1957)
- Quella sporca storia di Joe Cilento (1965)
- Heisses Pflaster Köln (1967)
- Anita Drogemöller und die Ruhe an der Ruhr (1976)
- Alles im Eimer (1981)
- Otto - Der Neue Film (1987)
- A.D.A.M. (1988)

### Televisione
- Der blaue Strohhut - film TV (1959)
- Jahre danach - film TV (1963)
- Das Glück läuft hinterher - film TV (1963)
- Die Teilnahme - film TV (1964)
- Michael Kramer - film TV (1965) - ruolo: assessore Schnabel
- Tag für Tag - film TV (1965) - Jimmy Beals
- Fall erledigt - 'End of Conflict' - film TV (1965)
- L'assalto al treno Glasgow-Londra - miniserie TV, 1 episodio (1966)
- Kostenpflichtig zum Tode verurteilt - film TV (1966)
- Erinnerung an zwei Montage - film TV (1966)
- Geibelstraße 27 - film TV (1966)
- Der Zug der Zeit - film TV (1967)
- Ein Mann namens Harry Brent - miniserie TV  (1968) - Roy Phillips
- Umschulung - film TV (1969)
- Der Kommissar - serie TV, 6 episodi (1969-1976) - ruoli vari
- Eine große Familie - film TV (1970)
- Haifischbar - serie TV, 2 episodi (1970-1974)
- Toni und Veronika - serie TV, 1 episodio (1971)
- Hamburg Transit - serie TV, 1 episodio (1971)
- Augenzeugen müssen blind sein - film TV (1971)
- Butler Parker - serie TV, 26 episodi (1971-1972) - Josuah Parker
- Mein Onkel Benjamin - film TV (1973) - Padre Pierre-Louis
- Madame Pompadour - film TV (1974)
- L'ispettore Derrick - serie TV, ep. 2x08, regia di Dietrich Haugk(1975) - Albert Schröder
- Tatort - serie TV, 3 episodi (1975-1980) - ruoli vari
- Margarete in Aix - film TV (1976)
- L'ispettore Derrick - serie TV, ep. 03x06, regia di Alfred Weidenmann (1976)
- Pariser Geschichten - serie TV (1977)
- Wie würden Sie entscheiden? - serie TV, 1 episodio (1977)
- Eichholz und Söhne - serie TV (1977)
- Jakob & Josef - serie TV (1978)
- Wenn die Liebe hinfällt - serie TV (1978)
- MS Franziska - serie TV, 1 episodio (1978)
- L'ispettore Derrick - serie TV, ep. 06x06, regia di Alfred Vohrer (1979) - oste
- Hatschi! - film TV (1979)
- L'ispettore Derrick - serie TV, ep. 06x12, regia di Alfred Vohrer (1979) - Sig. Tobbe
- Il commissario Köster/Il commissario Kress - serie TV, 5 episodi (1979-1994) - ruoli vari
- Im schönsten Bilsengrunde - serie TV (1980)
- L'ispettore Derrick - serie TV, ep. 07x07, regia di Zbyněk Brynych (1980) - Heinz Engels
- L'ispettore Derrick - serie TV, ep. 08x02, regia di Helmuth Ashley (1981) - Walter Raspe
- L'ispettore Derrick - serie TV, ep. 09x09, regia di Theodor Grädler (1982) - Egon Schuster
- L'ispettore Derrick - serie TV, ep. 10x09, regia di Zbyněk Brynych (1983) - Ludewig
- Polizeiinspektion 1 - serie TV (1983-1985) - Penner Hubertus
- L'ispettore Derrick - serie TV, ep. 11x08, regia di Alfred Vohrer (1984) - Alois Bracht
- Alte Gauner - serie TV, 1 episodio (1985)
- Es muß nicht immer Mord sein - serie TV, 1 episodio (1985)
- La clinica della Foresta Nera - serie TV, 1 episodio (1985)
- L'ispettore Derrick - serie TV, ep. 13x02, regia di Alfred Vohrer (1986) - Sig. Wenk
- Tante Tilly - serie TV (1986)
- Berliner Weiße mit Schuß - serie TV, 4 episodi (1986)
- Detektivbüro Roth - serie TV, 1 episodio (1986)
- Un caso per due - serie TV, 1 episodio (1986)
- Der Schatz im Niemandsland - serie TV (1987)
- Beule oder Wie man einen Tresor knackt - film TV (1987)  - Bruno Kalkowski
- Polizeiinspektion 1 - serie TV, 1 episodio (1988) - Barmann
- Wer zu spät kommt - Das Politbüro erlebt die deutsche Revolution - film TV (1990)
- L'ispettore Derrick - serie TV, ep. 18x01, regia di Alfred Weidenmann (1991)
- Siebenbirken - serie TV (1992)
- Freunde fürs Leben - serie TV, 1 episodio (1992)
- Einer stirbt bestimmt - film TV (1992)
- Unsere Hagenbecks - serie TV, 25 episodi (1992-1994) - Bruno
- Zwischen Tag und Nacht - serie TV (1995)
- Bruder Esel - serie TV, 2 episodi (1996)
- Der Coup - film TV (2000)
- Die Cleveren - serie TV, 1 episodio (2000)
- Il nostro amico Charly - serie TV, 1 episodio (2001)
- Klinikum Berlin Mitte - Leben in Bereitschaft - serie TV, 1 episodio (2002)
- Der Solist - Kuriertag - film TV (2003)
- Eine Nacht im Grandhotel - film TV (2008)